# Valkenburgerstraat 202-210
Valkenburgerstraat 202- 210 te Amsterdam is een gebouw aan de Valkenburgerstraat in Amsterdam-Centrum.

## Gebouw
Het is in de 21e eeuw een opvallend gebouw (geworden). De Valkenburgerstraat in Buurt S (het eiland Marken dan wel Valkenburg) werd in de loop van de eeuwen steeds vernieuwd. Zo ook werden hier gebouwen in het laatste kwart van de 19e eeuw gesloopt om plaats te maken voor nieuwbouw. De Valkenburgstraat was toen een vrij nauwe straat binnen de Amsterdamse Jodenbuurt. Nadat het opgeleverd was ging de stadsvernieuwing gewoon met zowel hoogte- als dieptepunt het klaarmaken van de straat voor de aanrij van de IJtunnel in de jaren zeventig. 
Zover was het in 1877 nog niet. Toen werd hier een bouwblok neergezet naar ontwerp van Jan Wilhelm Meijer, die zich bediende van de titel architect, maar vermoedelijk alleen bouwkundige was. Opdrachtgever was Wolf Aron Spijer, koopman en initiatiefnemer van liefdadigheid. In het bericht van aanbesteding wordt tevens de naam van de aannemers vermeld: Scheltema en Mouton, die laatste is vermoedelijk de schoonvader van de architect; Meijer was getrouwd met Maria Katrina Moeton. In de 21e eeuw staat het complex er als een anachronisme bij. Het bleef staan terwijl gebouwen rechts, links, achter en tegenover werden gesloopt en vervangen door nieuwbouw. Het gebouw heeft drie “datumstenen”; een eerste vermeldt het christelijke jaar 1877, een tweede het Joodse jaar 5639. Een derde steen met datumaanduiding vermeldt “de eerste steen gelegd door Mietje Spijer (dochter van Wolf Spijer en Sophia Elias, geboren in 1873, vertrok met Jonas Spinat naar België) en Elisabeth Spijer (dochter van Wolfs broer Joseph Spijer en Eva Sloog, 1873-1941). Het gebouw heeft het uiterlijk van eclecticisme. Een risaliet in het midden wordt benadrukt door een trapgevel. In het linkerdeel van de gevel zat een onderdoorgang naar het achterliggende Markenplein. 
Het complex werd in 2009 tot gemeentelijk monument verklaard.

## Afbeeldingen

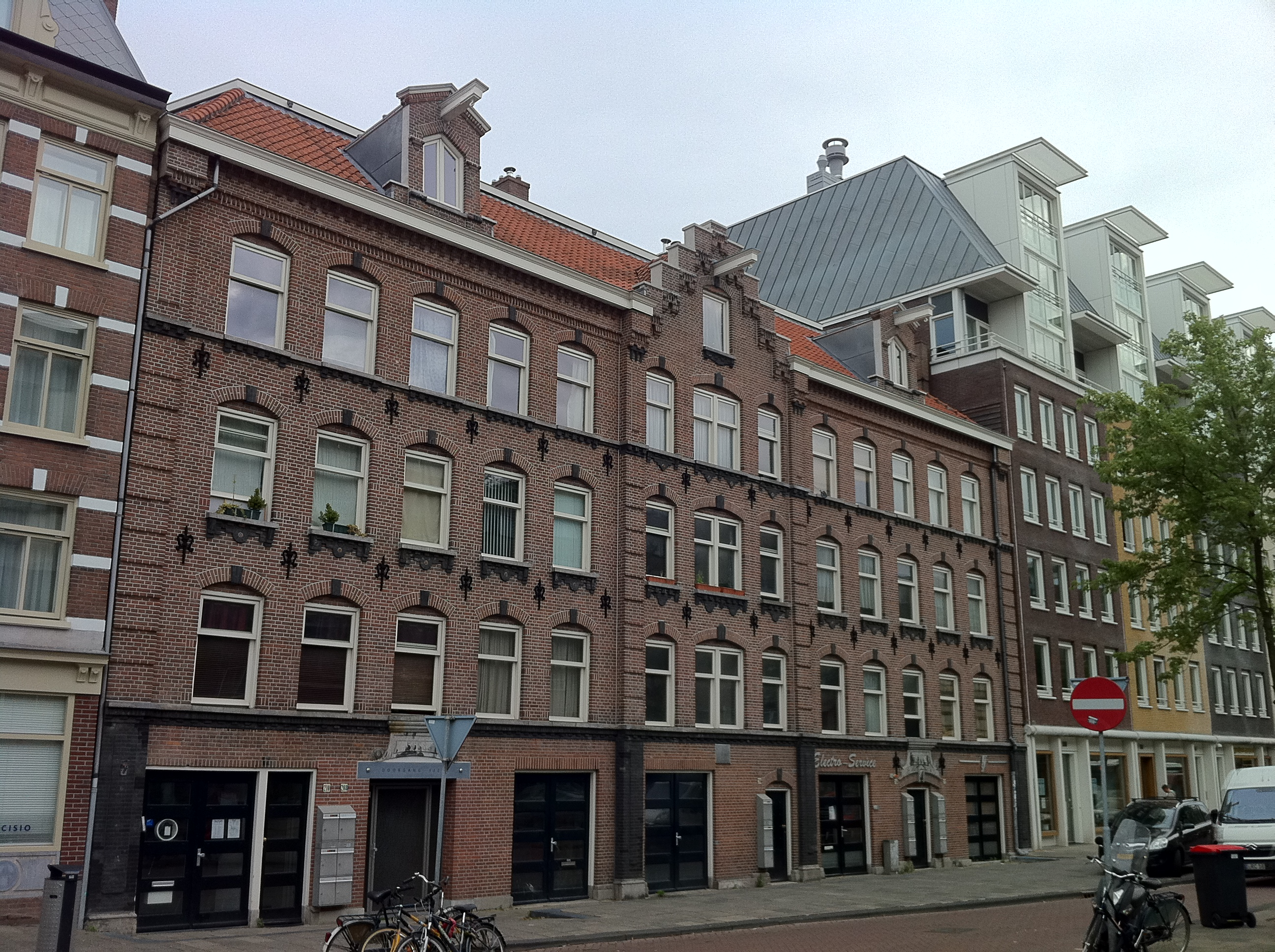
Christelijke jaarsteen 1877 (juli 2022)
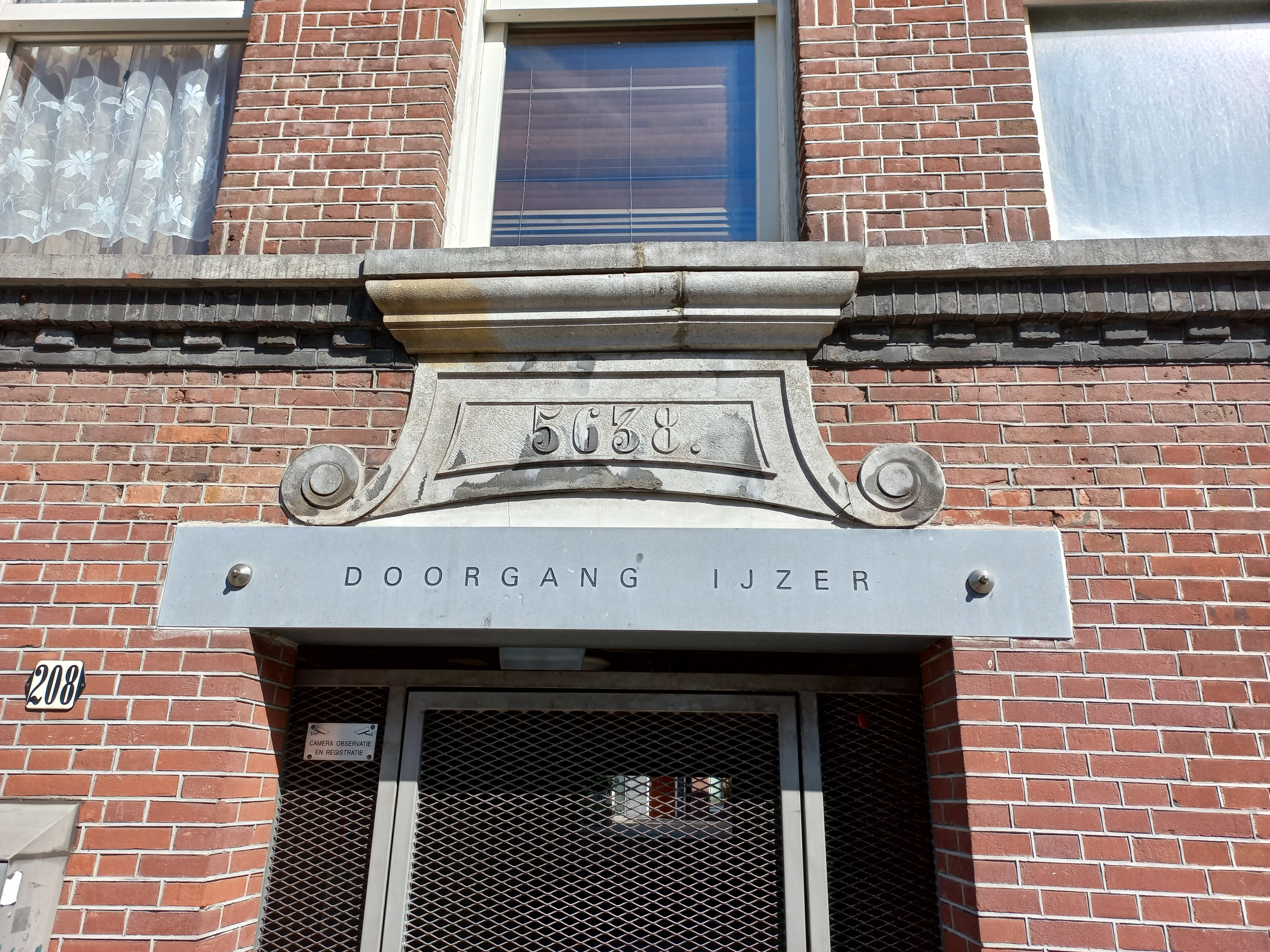
Joodse jaarsteen (juli 2022)
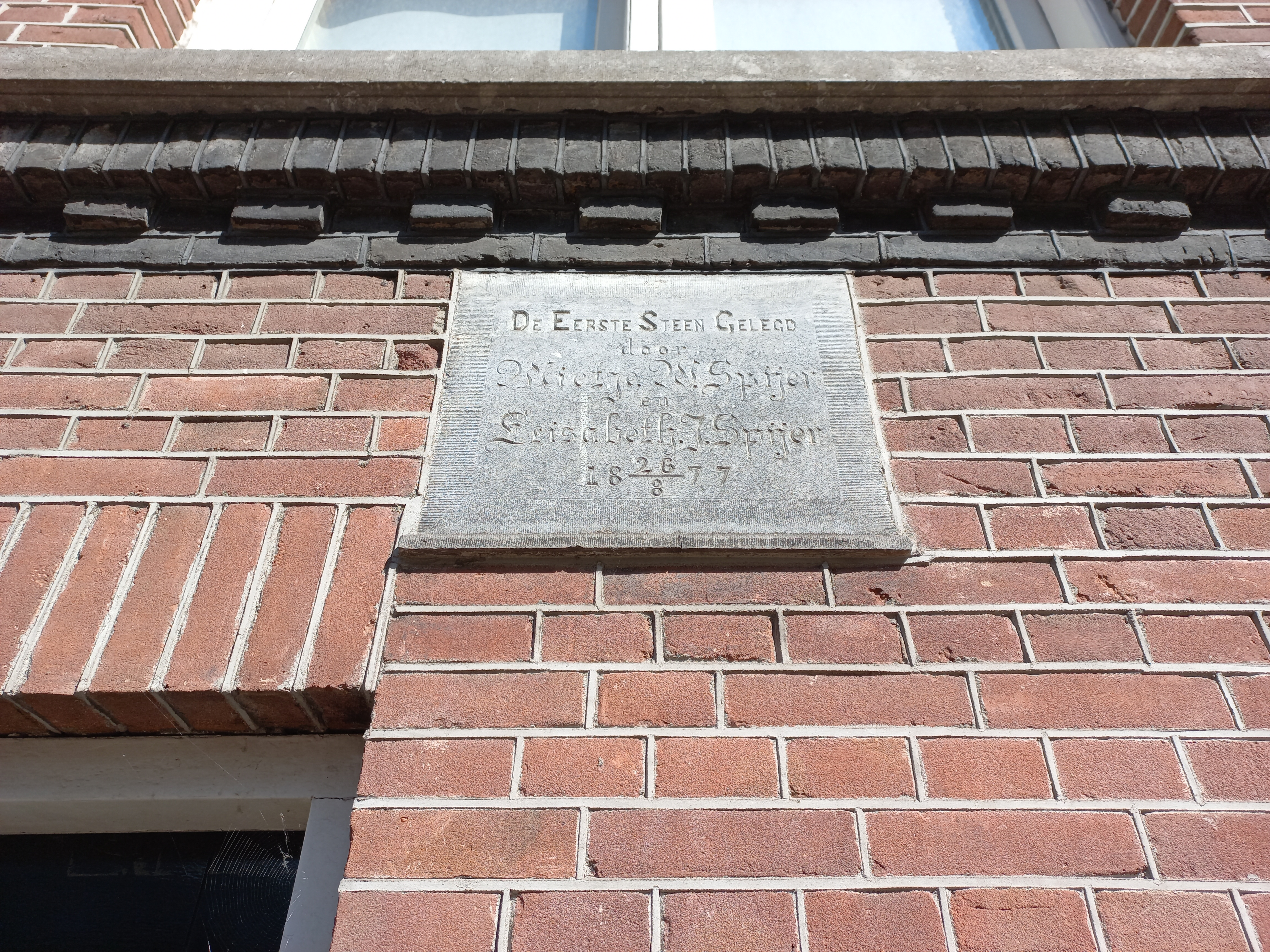
Eerste steen (juli 2022)